# Ван Эйтванк, Алисон
Алисон Ван Эйтванк (нидерл. Alison Van Uytvanck; род. 26 марта 1994, Вилворде, Брабант) — бельгийская теннисистка; победительница семи турниров WTA (из них пять в одиночном разряде); участница Олимпийских игр 2020 года.

## Общая информация
Алисон — одна из трёх детей Рене Ван Эйтванка и Кристы Ламерс; её братьев зовут Шон и Бретт.
Бельгийка в теннисе с пяти лет; любимое покрытие — трава, лучший удар — подача. На корте ван Эйтванк предпочитает действовать у задней линии.
Была в отношениях с теннисисткой Грет Миннен. В июле 2023 года сочеталась браком с Эмили Вермейрен (Emilie Vermeiren).

## Спортивная карьера

### Начало карьеры

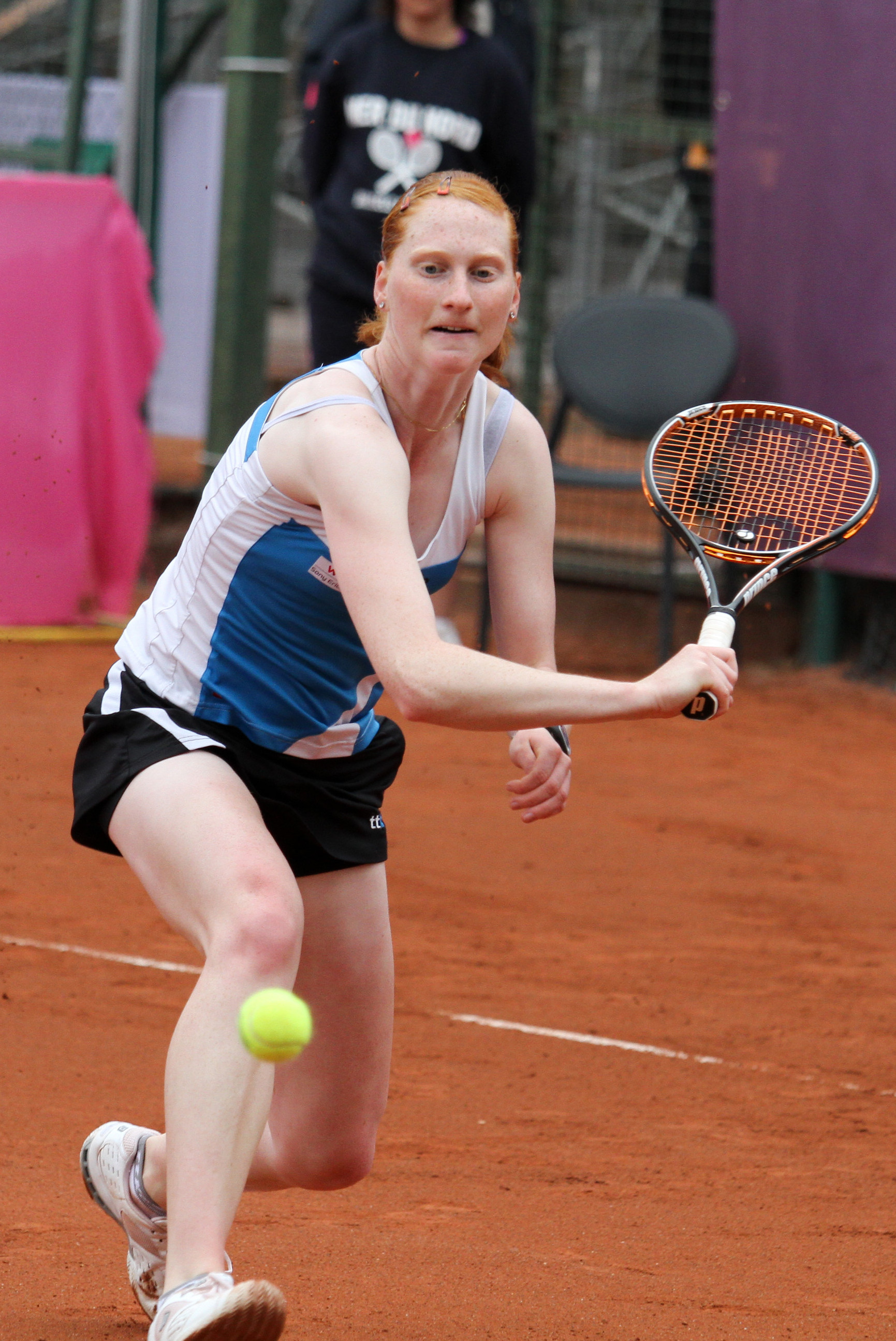
Ван Эйтванк на турнире в Брюсселе 2011 года

Профессиональную карьеру Алисон начала в 2010 году. Первый титул на турнирах цикла ITF она выигрывает в феврале 2011 года. В мае 2011 года, пройдя квалификационный отбор турнира в Брюсселе, бельгийская теннисистка дебютирует в основных соревнованиях WTA-тура. В первом раунде того турнира она к тому же смогла обыграть известную швейцарскую теннисистку Патти Шнидер со счётом 6-3, 2-6, 6-2. В феврале 2012 года она сыграла первые матчи за Сборную Бельгии в розыгрыше Кубка Федерации. В мае того же года она вновь сыграла на турнире в Брюсселе и смогла пройти в стадию четвертьфинала. В ноябре она выиграла первый 25-тысячник ITF (до этого у неё пять титулов на 10-тысячниках). За 2013 год она выиграла уже три 25-тысячника ITF в одиночном и один 50-тысячник в парном разряде. В ноябре 2013 года Ван Эйтванк успешно выступила на турнире серии WTA 125 в Тайбэе. В бельгийском финале одиночных соревнований она обыграла соотечественницу Янину Викмайер, а в парах смогла пройти в финал совместно с немкой Анной-Леной Фридзам.
В январе 2014 года Алисон дебютировала на турнирах серии Большого шлема, сыграв на Открытом чемпионате Австралии, где проиграла в первом раунде Виржини Раззано. В конце февраля она вышла в 1/4 финала турнира в Флорианополисе. Этот результат позволил Алисон впервые подняться в мировом рейтинге в первую сотню. В мае она приняла участие на Открытом чемпионате Франции, где также как и в Австралии не смогла преодолеть первый раунд. На дебютном Уимблдонском турнире она смогла пройти во второй раунд, переиграв Монику Никулеску, а в следующем матче бельгийка проиграла Доминике Цибулковой. На Открытом чемпионате США она вновь проиграла на стадии первого раунда. В сентябре ей удается выйти в полуфинал турнира в Гонконге.
На Открытом чемпионате Австралии 2015 года в соперницы по первому раунду Ван Эйтванк достается лидер мирового тенниса Серена Уильямс, которой бельгийка уступила со счётом 0-6, 4-6. В феврале на домашнем для себя турнире в Антверпене в розыгрыше парного трофея она смогла выйти в дебютный финал WTA, сыграв на турнире в дуэте с Ан-Софи Местах. В апреле на грунтовом турнире в Катовице она сумела доиграть до полуфинала. Неожиданно для многих специалистов Алисон успешно выступила на Открытом чемпионате Франции 2015 года. Выиграв четыре матча подряд у Анны Каролины Шмидловой, Зарины Дияс, Кристины Младенович и Кристины Миту, она впервые попадает в четвертьфинал турнира серии Большого шлема. В борьбе за выход в полуфинал она проигрывает другой дебютантке этой стадии Тимее Бачински (4-6, 5-7). На Уимблдоне того же года она уступает стартовый поединок Бетани Маттек-Сандс. Также для неё завершаются выступления и на Открытом чемпионате США. В сентябре у Ван Эйтванк получилось выйти в полуфинал на турнире в Сеуле, а в октябре такой же результат у неё был на турнире в Люксембурге.

### 2016—2020

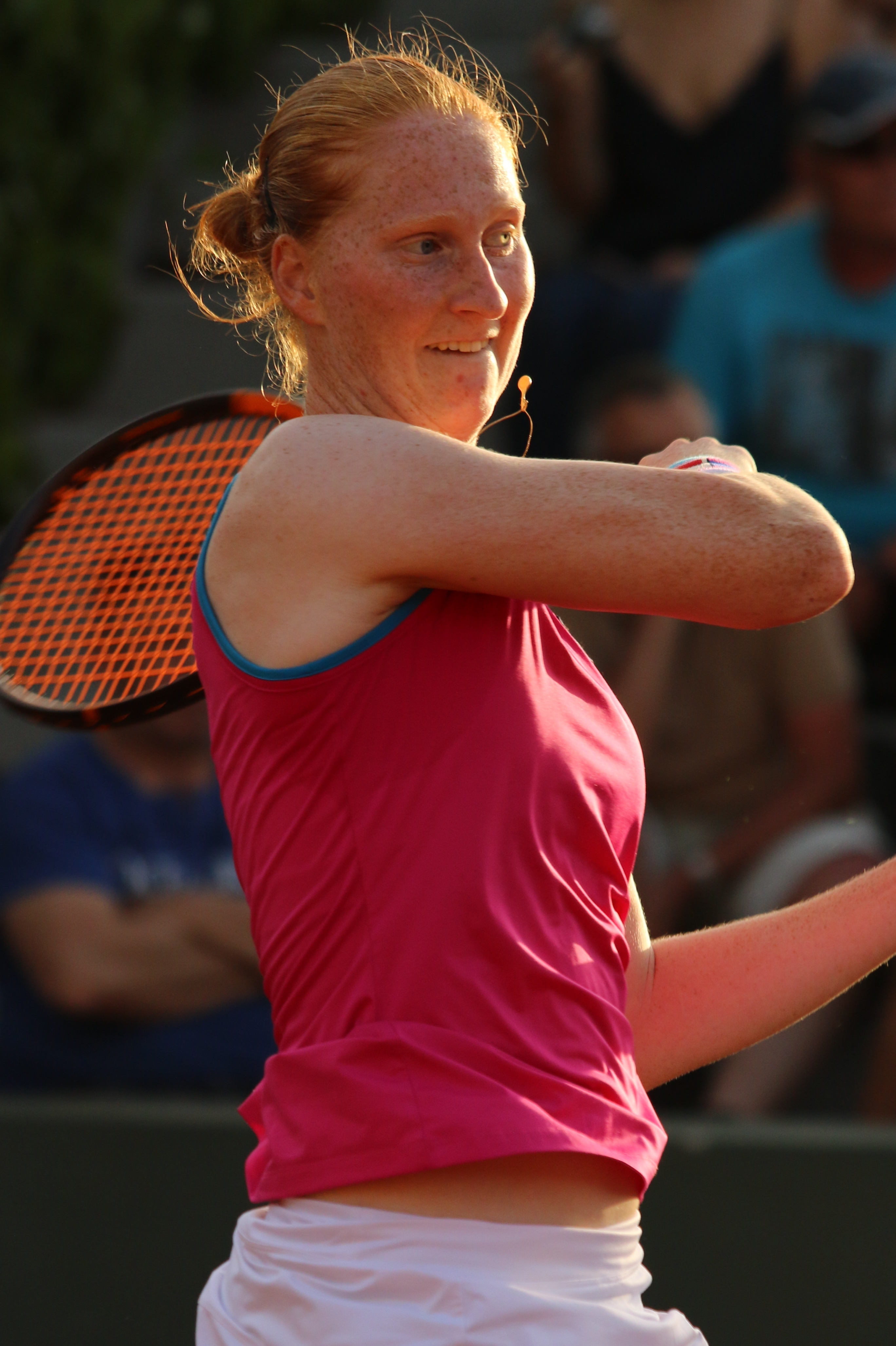
Ван Эйтванк на Ролан Гаррос 2018 года

В 2016 году произошёл серьезный провал в игре Ван Эйтванк. Всю первую половину сезона она проигрывала на ранних стадиях турниров и к июню покинула топ-100. В июле она совершила победный дубль на 50-тысячнике ITF в Стоктоне, выиграв одиночные и парные разряды. В сентябре она сыграла в четвертьфинале турнира WTA в Квебеке, а позже выиграла ещё один 50-тысячник ITF в Лас-Вегасе. В 2017 году Алисон смогла вернуться в первую сотню рейтинга и выиграть дебютный титул в Туре. Бельгийка смогла стать чемпионкой турнира в Квебеке, обыграв в финале Тимею Бабош — 5-7, 6-4, 6-1.
Следующую победу на турнире она одержала в феврале 2018 года, победив на зальном турнире в Будапеште. В финале она переиграла Доминику Цибулкову из Словакии со счётом 6-3, 3-6, 7-5. На Уимблдонском турнире Ван Эйтванк дошла до четвёртого раунда, где уступила россиянке Дарье Касаткиной, хотя выиграла в матче первый сет. По пути к этой встрече ей удалось во втором раунде переиграть прошлогоднюю чемпионку и третью ракетку мира Гарбинью Мугурусу — 5-7, 6-2, 6-1. В августе она поднялась на самое высокое в карьере — 37-е место в одиночном рейтинге. Дальнейшие результаты не сильно радовали болельщиков бельгийки, лишь в конце сезона она показала некоторые всплески хорошей игры. В октябре на турнире в Линце она дошла до полуфинала, но проиграла итальянке Камиле Джорджи. В октябре на турнире в Люксембурге она выиграла в парном разряде со своей соотечественницей Грет Миннен соревнование, победив в финале Лапко и Минеллу.
Алисон второй год выиграла теннисный турнир в Будапеште в феврале 2019 года. В финале на этот раз она победила Маркету Вондроушову — 1-6, 7-5, 6-2. В мае на турнире в Рабате она дошла до полуфинала, но проиграла теннисистке из Греции Марии Саккари. В начале августа бельгийка смогла сыграть в финале турнира младшей серии WTA 125 в Карлсруэ. В сентябре Ван Эйтванк смогла выиграть турнир в Ташкенте. В решающем матче она переиграла румынку Сорану Кырстя — 6-2, 4-6, 6-4.
В марте 2020 года Ван Эйтванк добралась до полуфинала турнира в Лионе. Единственный матч на Больших шлемах в одиночном разряде выиграла осенью на Ролан Гаррос.

### 2021—2024
В феврале на Открытом чемпионате Австралии 2021 года Ван Эйтванк вышла во второй раунд, а потом не играла на турнирах до мая. На турнире в Белграде ей удалось выйти в парный финал в партнёрстве с соотечественницей Грет Миннен. В июне удалось выйти в четвертьфинал на траве в Ноттингеме. Затем там же, но уже на турнире ниже классом — 100-тысячнике ITF удалось завоевать титул. Летом на Олимпийских играх в Токио она смогла во втором раунде обыграть Петру Квитову, но в третьем проиграла Гарбинье Мугурусе, а в парном турнире Олимпиады с Элизе Мертенс проиграли на старте. Осенью Ван Эйтванк сначала выиграла парный титул на турнире в Люксембурге в дуэте с Грет Миннен, а затем взяла и одиночный трофей на турнире в Нур-Султане, обыграв в финале представительницу Казахстана Юлию Путинцеву — 1-6, 6-4, 6-3. Это пятый одиночный титул Алисон в WTA-туре. В ноябре она вышла в 1/4 финала в Линце, а в декабре победила в соревновании младшей серии WTA 125 в Лиможе.
В 2022 году на трёх турнирах Большого шлема Ван Эйтванк выигрывала по матчу и проходила во второй раунд. В марте вышла в четвертьфинал в Лионе. В июне она неплохо сыграла на травяном покрытии, взяв два титула в младших сериях (100-тысячник ITF в Великобритании и WTA 125 в Италии), а также вышла в четвертьфинал в основном туре в Хертогенбосе.
Большую часть сезона 2023 года Ван Эйтванк пропустила и сильно опустилась в рейтинге. В июне 2024 года она победила на 100-тысячнике цикла ITF в Сербитоне. В августе 2024 года 30-летняя Ван Эйтванк объявила о завершении карьеры.

## Итоговое место в рейтинге WTA по годам
| Год  | Одиночный рейтинг | Парный рейтинг |
| 2023 | 299               | 348            |
| 2022 | 54                | 183            |
| 2021 | 68                | 87             |
| 2020 | 63                | 102            |
| 2019 | 47                | 123            |
| 2018 | 50                | 186            |
| 2017 | 75                |                |
| 2016 | 124               | 294            |
| 2015 | 42                | 107            |
| 2014 | 80                | 365            |
| 2013 | 129               | 508            |
| 2012 | 220               | 319            |
| 2011 | 297               | 988            |
| 2010 | 829               |                |

## Выступления на турнирах

### Финалы турнировWTAв одиночном разряде (5)

#### Победы (5)
| Легенда:                      |
| ----------------------------- |
| Турниры Большого шлема (0)*   |
| Олимпиада (0)                 |
| Итоговый турнир WTA (0)       |
| Premier 5 / WTA 1000 (0)      |
| Premier / WTA 500 (0)         |
| International / WTA 250 (5+2) |

| Титулы по покрытиям | Титулы по месту проведения матчей турнира |
| ------------------- | ----------------------------------------- |
| Хард (4+2)*         | Зал (4+2)                                 |
| Грунт (0)           | Зал (4+2)                                 |
| Трава (0)           | Открытый воздух (1)                       |
| Ковёр (1)           | Открытый воздух (1)                       |

* количество побед в одиночном разряде + количество побед в парном разряде.
| №  | Дата             | Турнир                | Покрытие    | Соперница в финале  | Счёт        |
| 1. | 17 сентября 2017 | Квебек, Канада        | Ковёр (зал) | Тимея Бабош         | 5-7 6-4 6-1 |
| 2. | 25 февраля 2018  | Будапешт, Венгрия     | Хард (зал)  | Доминика Цибулкова  | 6-3 3-6 7-5 |
| 3. | 24 февраля 2019  | Будапешт, Венгрия     | Хард (зал)  | Маркета Вондроушова | 1-6 7-5 6-2 |
| 4. | 28 сентября 2019 | Ташкент, Узбекистан   | Хард        | Сорана Кырстя       | 6-2 4-6 6-4 |
| 5. | 2 октября 2021   | Нур-Султан, Казахстан | Хард (зал)  | Юлия Путинцева      | 1-6 6-4 6-3 |

### Финалы турнировWTA 125иITFв одиночном разряде (28)

#### Победы (19)
| Легенда:                    |
| --------------------------- |
| WTA 125 (3)*                |
| 100.000 USD (3)             |
| 80.000 (75.000)** USD (0)   |
| 60.000 (50.000)** USD (2+2) |
| 25.000 USD (6)              |
| 15.000 USD (0)              |
| 15.000 (10.000)** USD (5)   |

** призовой фонд до 2017 года
| Титулы по покрытиям | Титулы по месту проведения матчей турнира |
| ------------------- | ----------------------------------------- |
| Хард (12+2)*        | Зал (8+1)                                 |
| Грунт (3)           | Зал (8+1)                                 |
| Трава (4)           | Открытый воздух (11+1)                    |
| Ковёр (0)           | Открытый воздух (11+1)                    |

* количество побед в одиночном разряде + количество побед в парном разряде.
| №   | Дата             | Турнир                     | Покрытие   | Соперница в финале   | Счёт           |
| 1.  | 13 февраля 2011  | Вали-ду-Лобу, Португалия   | Хард       | Елица Костова        | 6-4 4-6 6-2    |
| 2.  | 13 марта 2011    | Дижон, Франция             | Хард (зал) | Клер Фёэрстен        | 6-2 6-3        |
| 3.  | 8 мая 2011       | Эдинбург, Великобритания   | Грунт      | Юстина Егёлка        | 6-7(5) 6-4 6-2 |
| 4.  | 6 ноября 2011    | Сандерленд, Великобритания | Хард (зал) | Тара Мур             | 6-4 6-1        |
| 5.  | 15 января 2012   | Глазго, Великобритания     | Хард (зал) | Франческа Стефенсон  | 6-3 6-0        |
| 6.  | 11 ноября 2012   | Экёрдрвиль-Энвиль, Франция | Хард (зал) | Жюли Куэн            | 6-1 3-6 6-3    |
| 7.  | 27 января 2013   | Андрезье-Бутеон, Франция   | Хард (зал) | Ана Врлич            | 6-1 6-4        |
| 8.  | 28 апреля 2013   | Кьяссо, Швейцария          | Грунт      | Катажина Кава        | 7-6(2) 6-3     |
| 9.  | 21 сентября 2013 | Шрусбери, Великобритания   | Хард (зал) | Марта Сироткина      | 7-5 6-1        |
| 10. | 10 ноября 2013   | Тайбэй, Тайвань            | Хард (зал) | Янина Викмайер       | 6-4 6-2        |
| 11. | 17 июля 2016     | Стоктон, США               | Хард       | Анастасия Пивоварова | 6-3 3-6 6-2    |
| 12. | 2 октября 2016   | Лас-Вегас, США             | Хард       | София Кенин          | 3-6 7-6(4) 6-2 |
| 13. | 20 июня 2021     | Ноттингем, Великобритания  | Трава      | Арина Родионова      | 6-0 6-4        |
| 14. | 19 декабря 2021  | Лимож, Франция             | Хард (зал) | Ана Богдан           | 6-2 7-5        |
| 15. | 5 июня 2022      | Сербитон, Великобритания   | Трава      | Арина Родионова      | 7-6(3) 6-2     |
| 16. | 19 июня 2022     | Гайба, Италия              | Трава      | Сара Эррани          | 6-4 6-3        |
| 17. | 8 октября 2023   | Реймс, Франция             | Хард (зал) | Юлия Авдеева         | 6-4 6-4        |
| 18. | 21 апреля 2024   | Хаммамет, Тунис            | Грунт      | Сада Нахимана        | 6-4 6-2        |
| 19. | 9 июня 2024      | Сербитон, Великобритания   | Трава      | Татьяна Мария        | 6-7(5) 6-1 6-2 |

#### Поражения (9)
| №  | Дата             | Турнир                     | Покрытие    | Соперница в финале   | Счёт        |
| 1. | 23 апреля 2011   | Тессендерло, Бельгия       | Грунт (зал) | Анна-Лена Грёнефельд | 3-6 5-7     |
| 2. | 29 января 2012   | Карст, Германия            | Ковёр (зал) | Дина Пфиценмайер     | 4-6 4-6     |
| 3. | 21 октября 2012  | Глазго, Великобритания     | Хард (зал)  | Саманта Маррей       | 3-6 6-2 3-6 |
| 4. | 24 марта 2013    | Сандерленд, Великобритания | Хард (зал)  | Анна-Лена Фридзам    | 2-6 6-7(4)  |
| 5. | 28 сентября 2013 | Лафборо, Великобритания    | Хард (зал)  | Анна-Лена Фридзам    | 3-6 0-6     |
| 6. | 25 июня 2017     | Илкли, Великобритания      | Трава       | Магдалена Рыбарикова | 5-7 6-7(3)  |
| 7. | 29 октября 2017  | Пуатье, Франция            | Хард (зал)  | Михаэла Бузарнеску   | 4-6 2-6     |
| 8. | 4 августа 2019   | Карлсруэ, Германия         | Грунт       | Патрича Мария Циг    | 6-3 1-6 2-6 |
| 9. | 18 февраля 2024  | Альтенкирхен, Германия     | Ковёр (зал) | Юлия Авдеева         | 4-6 4-6     |

### Финалы турнировWTAв парном разряде (4)

#### Победы (2)
| №  | Дата             | Турнир         | Покрытие   | Партнёрша   | Соперницы в финале              | Счёт       |
| 1. | 20 октября 2018  | Люксембург     | Хард (зал) | Грет Миннен | Вера Лапко Мэнди Минелла        | 7-6(3) 6-2 |
| 2. | 18 сентября 2021 | Люксембург (2) | Хард (зал) | Грет Миннен | Эрин Рутлифф Кимберли Циммерман | 6-3 6-3    |

#### Поражения (2)
| №  | Дата            | Турнир             | Покрытие   | Партнёрша      | Соперницы в финале                            | Счёт           |
| 1. | 15 февраля 2015 | Антверпен, Бельгия | Хард (зал) | Ан-Софи Местах | Анабель Медина Гарригес Аранча Парра Сантонха | 4-6 6-3 [5-10] |
| 2. | 22 мая 2021     | Белград, Сербия    | Грунт      | Грет Миннен    | Александра Крунич Нина Стоянович              | 0-6 2-6        |

### Финалы турнировWTA 125иITFв парном разряде (6)

#### Победы (2)
| №  | Дата          | Турнир                 | Покрытие   | Партнёрша         | Соперницы в финале                | Счёт    |
| 1. | 30 марта 2013 | Круасси-Бобур, Франция | Хард (зал) | Анна-Лена Фридзам | Ева Грдинова Стефани Форетц Гакон | 6-3 6-4 |
| 2. | 17 июля 2016  | Стоктон, США           | Хард       | Кристина Плишкова | Робин Андерсон Мейган Манассе     | 6-2 6-3 |

#### Поражения (4)
| №  | Дата            | Турнир             | Покрытие   | Партнёрша         | Соперницы в финале                   | Счёт           |
| 1. | 21 августа 2010 | Вестенде, Бельгия  | Хард       | Ирина Хромачёва   | Кверина Лемойне Деми Схюрс           | 6-3 4-6 [4-10] |
| 2. | 11 марта 2012   | Дижон, Франция     | Хард (зал) | Яна Сизикова      | Диана Марцинкевич Деспина Папамихаил | 5-7 6-7(7)     |
| 3. | 10 ноября 2013  | Тайбэй, Тайвань    | Хард (зал) | Анна-Лена Фридзам | Каролин Гарсия Ярослава Шведова      | 3-6 3-6        |
| 4. | 15 мая 2022     | Карлсруэ, Германия | Грунт      | Яна Сизикова      | Панна Удварди Маяр Шериф             | 7-5 4-6 [2-10] |